# Demofont (general atenès)
Demofont (grec antic: Δημοφῶν, llatí: Demophon) fou un general atenès.
Fou un dels dos generals enviat a Tebes per decret de l'assemblea atenesa, per ajudar els tebans en el seu objectiu de recuperar Cadmea (Diodor de Sicília, XV, 26), fet que confirma Dinarc que esmenta el decret corresponent que fou introduït per Cèfal. Xenofont, en canvi, diu que els dos generals de la frontera van actuar sota la seva pròpia iniciativa, i que després els atenencs, per por de les represàlies d'Esparta, van condemnar a mort a un dels generals i l'altra va fugir i fou condemnat a desterrament en absència.